# Lottamuseum
Lottamuseum (finska: Lottamuseo) är ett finländskt militärhistoriskt museum vid Tusby Strandväg i Tusby kommun.
Lottamuseum berättar om den finländska Lotta Svärd-organisationen, vilken enligt egen uppgift var den största frivilliga försvarsorganisationen för kvinnor i världen. Det etablerades 1996 och drivs av Lotta Svärdstiftelsen. 
Organisationen Lotta Svärd verkade 1920–1944 för kvinnors frivilliga försvarsarbete. Den upplöstes under hösten 1944 efter fortsättningskriget.